# Pick Szeged (kézilabda)
OTP Bank - Pick Szeged (korábban Szegedi Előre, Szegedi Volán, Tisza Volán, illetve rövid ideig MOL-Pick Szeged) férfi kézilabda klub. Jogelődjét, a Szegedi Előrét 1961. december 16-án alapították, és innen vált a csapat az ország és Európa egyik leghíresebb férfi kézilabdacsapatává.

## A Pick Szeged története

### A kezdet
A Szegedi Előrét Bérczi Mihály, a Tisza Volán főkönyvelője, majd igazgatóhelyettese és Ludányi Márton testnevelőtanár alapították 1961-ben. 1962-től szerepelt a csapat a városi bajnokságban, ahol rögtön az első helyezést érte el, majd nem találtak erősebb csapatot az 1963-as megyei bajnokságban sem, így két év alatt az NB II-be jutott a klub. Az NB II-ben (vagy az NB I/B-ben, mikor hogy hívták) változatos szereplést ért el a csapat, ám többnyire a biztos bennmaradó helyet szerezték meg. 1970-től Szegedi Volán néven szerepelt, és 1975-ben ezen a néven jutott fel az NB I-be. Az első osztályba feljutó csapat tagjai többek között Oláh Béla, Skaliczki László, Farkas József, Dobó Károly, Tamás Sándor és Giricz Sándor voltak Kővári Árpád edző vezetésével.

### Az első osztály
1976-ban szerepelt a Szegedi Volán először az első osztályban, amikor is nehezen, de sikerült megőrizni NB I-es tagságát. 1977-ben a csapat könnyedén bent maradt az NB I-ben, és elhódította a Magyar Népköztársasági Kupát is. Ekkor már Lele Ambrus és Buday Ferenc vezérelték a csapatot. Első Kupagyőztesek Európa Kupája (KEK) mérkőzését a Szegedi Volán 1977. november 10-én játszotta a Barcelona együttesével, s ezt az akadályt sikeresen vette a csapat, ám a lengyel Łódź csapata már megálljt parancsolt. 1978 és 1982 között új meghatározó játékosok épültek be a csapatba, mint Bartalos Zoltán, Szabó "Sonka" László vagy Tóth Géza, és 1980-tól új edző ült a kispadra Buday Ferenc személyében. 1979-ben harmadik lett a Szeged az NBI-ben, majd 1982-ben a csapat újra elhódította a Magyar Népköztársasági Kupát, és elindulhatott a Kupagyőztesek Európa Kupájában.

### A változatos 1980-as évek
A csapat 1982-ben a KEK elődöntőjéig jutott, ám ott legyőzte őket az SZKA Minszk gárdája. A bajnokságban harmadik helyet, a Magyar Népköztársasági Kupában újfent első helyet szerzett a Szegedi Volán. 1984-ben mindössze ötödik helyezést ért el a csapat, ám a KEK-ben újfent az elődöntőig meneteltek. 1985-ben második, majd 1986-ban már Tisza Volán néven a harmadik helyezést szerezték meg a bajnokságban. Az 1980-as évek végére erősen visszaesett a csapat kilencedik, majd hetedik helyezést elérve, hogy azután az 1990-es években felérjen a csúcsra.

### A legnagyobb sikerek időszaka
1990-ben harmadik, '91-ben viszont újfent csak tizedik helyezett lett a klub. 1991-ben ismételten Kővári Árpád ült a kispadon, akivel szépen lassan haladt a Szeged a létrán felfelé. 1993-tól a Pick Szeged néven szerepelt az egyesület, s ebben az évben megnyerték a Magyar Kupát, és harmadikok lettek a bajnokságban. Az 1993/94-es szezonban a csapat elődöntőig jutott a KEK-ben és ezüstérmet szerzett a bajnokságban, majd az 1995-ös harmadik helyet és City-kupa elődöntőt követően 1996-ban Skaliczki László vezetésével bajnoki címet szerzett a csapat. Első Bajnokok Ligája indulása során a Pick Szeged egészen a negyeddöntőig jutott, ahol is az FC Barcelona állta útját a menetelésnek. Az 1990-es évek végére a Pick Szeged "kibérelte" magának a bajnokság harmadik helyét, a csapatban pedig feltűntek az új, kimagaslóan tehetséges fiatalok: Nagy László, Buday Dániel és Laluska Balázs, illetve az idegenlégiósok: a közönségkedvenc kapus, Puljezević Nenad, Vladan Matić, Nikola Eklemović, később Daniel Anđelković és Ratko Đurković.

### Az új évezred csapata
A XXI. század új Pick Szegedet hozott magával, köszönhetően többek között a kimagasló vezéregyéniségeknek (Buday Dániel, Nikola Eklemović) és a klub történetének egyik legnépszerűbb edzőjének, Dragan Đukić-nak. A csapat a bajnokság második helyét szerezte meg rendre a legyőzhetetlennek tűnő ősi rivális Fotex Veszprém mögött, és eleinte az EHF kupában, majd a KEK-ben indult a csapat. 2003-ban a bajnoki második helyezés ellenére az új szabályoknak köszönhetően a Bajnokok Ligájában indulhatott a csapat (Magyarország két klubot indíthatott a sorozatban innentől). A Bajnokok Ligájában már az egykori kézilabda-legenda Kovács Péter vezette a csapatot, ahol az első évben sikerült a címvédő Montpellier csapatát kiütve a negyeddöntőbe jutni, ahol a Magdeburg állította meg a szegedieket. Kovács Péternek sem sikerült a Szegedből bajnokcsapatot csinálnia, a Bajnokok Ligájában pedig rendre elbukott a csapat, így 2006-ban nem hosszabbították meg a szerződését, még annak ellenére sem, hogy a csapat megnyerte a Magyar Kupát.

### A Szeviép-korszak
2005-ben új főszponzor, a Szeviép Zrt. érkezett, a klub tulajdonosa Pistrui László lett, aki három éven belül bajnokcsapatot akart összerakni. A klub vezetése is megváltozott: a Pick Szeged a Tisza Volán SC Hivatásos Kézilabda-szakosztálya lett. A Santé Kézilabda Kft., tehát a csapat ügyvezető elnökévé a korábbi szegedi klasszist és sportigazgatót, Lele Ambrust választották. A társadalmi elnöki posztot Ujhelyi István töltötte be. Az elnökség tagja lett a többségi tulajdonos Pistrui László, a másik tulajdonos (Tisza Volán) képviselője, Dr. Szeri István, a csapat korábbi vezetője, Kővári Árpád, valamint a csapatkapitány, Mezei Richárd.
Kovács Péter menesztése után 2006 nyarán új vezetőedző érkezett Szegedre a szerb Zoran Kurteš személyében, aki az amúgy is szerbközpontú csapatot próbálta feljebb juttatni a bajnoki ranglétrán. A Bajnokok Ligájából és a Magyar Kupából való kiesés, valamint a bajnoki rangadók elvesztése után úgy döntöttek a vezetők, hogy menesztik Kurteš edzőt, és helyette az addigi balszélső, Vladan Matić irányítja a csapatot. Hol jobb, hol rosszabb játékkal, de sikerült a csapatnak elvergődnie a bajnoki döntőbe, ahol hatalmas szívvel és győzni akarással sikerült felülmúlniuk a motiválatlannak tűnő veszprémi gárdát, megszerezve ezzel a klub történetének második bajnoki címét (2007). Az alaposan átalakult, megfiatalodott keret 2008-ban megnyerte Magyar Kupát a szegedi csarnokban.
Azonban a 2008-2009-es szezonban már problémák jelentkeztek. Nem sikerült az újabb győzelem sem a bajnokságban, sem a kupában, ráadásul a Bajnokok Ligája csoportkörében búcsúzott a kissé demoralizálódott csapat. A csoportharmadik hely után KEK-ben folytathatták, de a negyeddöntőben a Nordhorn parancsolt megálljt a szegedi egyesületnek. A vereség után Matić lemondott, de a csapat élén maradhatott egészen a 2009 októberében a kecskeméti nyolcgólos vereségig. Ebben az évben a gazdasági válság miatt a csőd felé tartó Szeviép Zrt. nem tudta biztosítani a korábbi fizetéseket, így többen távoztak. A meggyengült csapat rendbe tétele a korábbi közönségkedvenc, jelenleg nagy-britanniai szövetségi kapitány Dragan Đukić edzőre várt. A csapatnál lévő gondokat jelezte az is, hogy 2010 februárjában a Ghionea-ügy miatt Lele Ambrus ügyvezető lemondott, majd a Móravárosi körútra rendezvénycsarnokot és buszportot álmodó Pistrui László is eladta a tulajdonrészét. Az új ügyvezető elnök a korábbi Tisza Volán-játékos, majd utánpótlásedző, illetve gazdasági szakember Bella Árpád lett.

### A Pick Szeged jelene
Bella Árpádnak meg kellett küzdenie a szűkülő forrásokkal, így egy szerethető, fiatal, főként magyar játékosokból álló csapatot tervezett. Nem tudtak megegyezni Djukiccsal, így a korábbi sikerkovács, Skaliczki László visszatért a Tisza-parti városba. A csapat jelentősen átalakult: közel tíz játékos távozott, köztük Daniel Anđelković, Luka Žvižej, helyettük olyan játékosokat szerződtettek, mint Tatai Péter, Mikler Roland, František Šulc, Lékai Máté.
Ebben a helyzetben Csányi Sándor, a Bonafarm-csoport (melynek a Pick Szeged Zrt. is a tagja) tulajdonosa vette meg a klubot. A Pick Kézilabda Zrt. vezérigazgatójává a korábbi csapatkapitány Mezei Richárdot, az igazgatótanács elnökévé pedig Dr. Szűcs Ernő Pétert nevezték ki. Az igazgatóság további tagjai Fülöp Attila, a Pick Szeged Zrt. vezérigazgató-helyettese és Fasimon Sándor, a Mol Nyrt. ügyvezető igazgatója lettek. Célul tűzték ki a szponzorok és a szurkolók bizalmának visszaszerzését és a Veszprém megelőzését három év alatt. Ezt szolgálta az utánpótlásbázis megerősítése, egy kézilabda-akadémia létrehozása, melynek irányítására Velky Mihályt szerződtették. Tehetséges játékosok is érkeztek: Rajko Prodanović és Ancsin Gábor többek között. A terv jó úton haladt, a csapat a 2011-2012-es szezonban kétszer legyőzte a Veszprémet Szegeden, de a bajnoki címet nem sikerült megszerezni. A Magyar Kupa döntőjében is csak egy gól választotta el a csapatot a sikertől. Azonban a nemzetközi porondon nem sikerült az áttörés, a Bajnokok Ligája halálcsoportjából nem tudtak a továbbjutni. Az európai kupasikereket és a jelentősen megerősödött Veszprém utolérését szolgálta a csapat megerősítése és a svéd nemzeti kerettag Jonas Erik Larholm Szegedre csábítása, aki az első skandináv játékos a Pickben.
2013 nyarától nagy változások történnek a csapat háza táján. A klub nem hosszabbította meg Skaliczki László mesteredző szerződését, helyette Juan Carlos Pastor lett az edző. Spanyol játékosok is érkeztek: Parrondo és Mindegia. A Pick Szeged megnyerte a 2013–2014-es férfi EHF-kupát, ezzel története első nemzetközi kupasikerét aratta.
A 2014-2015-ös idényben a MOL-Pick Szeged a bajnokságban és a Magyar Kupában is a második helyet szerezte meg. A VELUX EHF Bajnokok Ligájában a legjobb nyolc közé jutott, ahol a német THW Kiel állította meg a csapatot. A csoportból a lengyel Kielce mögött a második helyet szerezte meg a Pastor-csapat, majd a legjobb 16 között a német Rhein-Neckar Löwen ellen kettős győzelemmel harcolta ki a továbbjutást. A következő idény előtt távozott a csapat ikonikus alakja, és csapatkapitánya, Vadkerti Attila. A  bajnokok ligájában sikerült a továbbjutás a csoportból, majd a nyolcaddöntőben a THW Kiel elleni szoros vereség kiesést jelentett (össz. 62-65). A kupagyőzelem is apróságokon múlott, végül hetesekkel kaptak ki az MVM Veszprémtől, és nagy csatában a bajnoki cím is a bakonyaiaké lett. A szezon végén a keret nagy változásokon ment át.
A 2015-2016-os bajnokságban három év elteltével, kétszer is sikerült meccset nyerni a rivális Veszprém ellen, de a bajnoki és kupaaranyról döntő találkozókat szoros küzdelemben ismét a címvédő nyerte. A Bajnokok Ligájában egyik legjobb szezonát produkálta a csapat, magabiztosan menetelt a legjobb nyolc közé, ahol a későbbi ezüstérmes Paris SG állította meg, nagy nehézségek árán.
A 2017–2018-as szezonban kellemetlen eredmények mellett bravúrgyőzelmeket is aratott a Szeged, legyőzte többek között a világhírű FC. Barcelona csapatát. A Magyar Kupában újra a Veszprémmel mérkőzött meg az aranyéremért a csapat, és újabb nagy csatában szenvedtek 23-21-es vereséget. A Bajnokok Ligájában a nyolcaddöntőben esett ki a csapat, csakúgy, mint két éve a német THW Kiel ellen, 56–50-es összesítéssel. A bajnokság döntőjének első találkozóján, 2018. május 12-én hazai pályán négy góllal győzte le riválisát a Szeged, majd május 20-án a veszprémi visszavágón egy gólt sikerült megőríznie előnyéből, így tizenegy év elteltével újabb bajnoki címet ünnepelhettek a Tisza-partján.
A 2018–2019-es szezonban tizenegy év elteltével újra sikerült megnyernie a Magyar Kupát, miután 2019. április 7-én a Debrecenben rendezett négyes döntő fináléjában 28-27-re legyőzte a Veszprémet.
A koronavírus-járvány miatt a 2019-2020-as bajnokságot és Magyar Kupa-sorozatot sem fejezték be. A 2020-2021-es idényben a szegedi csapat ismét a Veszprémmel játszott a Magyar Kupa döntőjében, és szoros mérkőzésen 28-26-ra kikapott. A bajnoki döntőben kettős győzelemmel, összesítésben négy góllal győzte le a Veszprémet és negyedszer is magyar bajnok lett.
2021. december 9-én átadásra került a csapat új otthona, a PICK Aréna. Az arénaavató mérkőzésen 8300 néző előtt a THW Kielt győzte le a Bajnokok Ligájában a szegedi csapat.
A Bajnokok Ligájában a negyedik, a Magyar Kupában harmadik helyen zárta a szezont a Szeged. A magyar bajnokság alapszakaszát a második helyen végzett a csapat, így ismét döntőt játszhatott. A szegedi egygólos vereség után Veszprémben 30–29-re nyertek, így idegenben lőtt találattal bajnokok lettek, megvédve címüket, megszerezve ötödik aranyérmünket a magyar élvonalban.

## Otthona

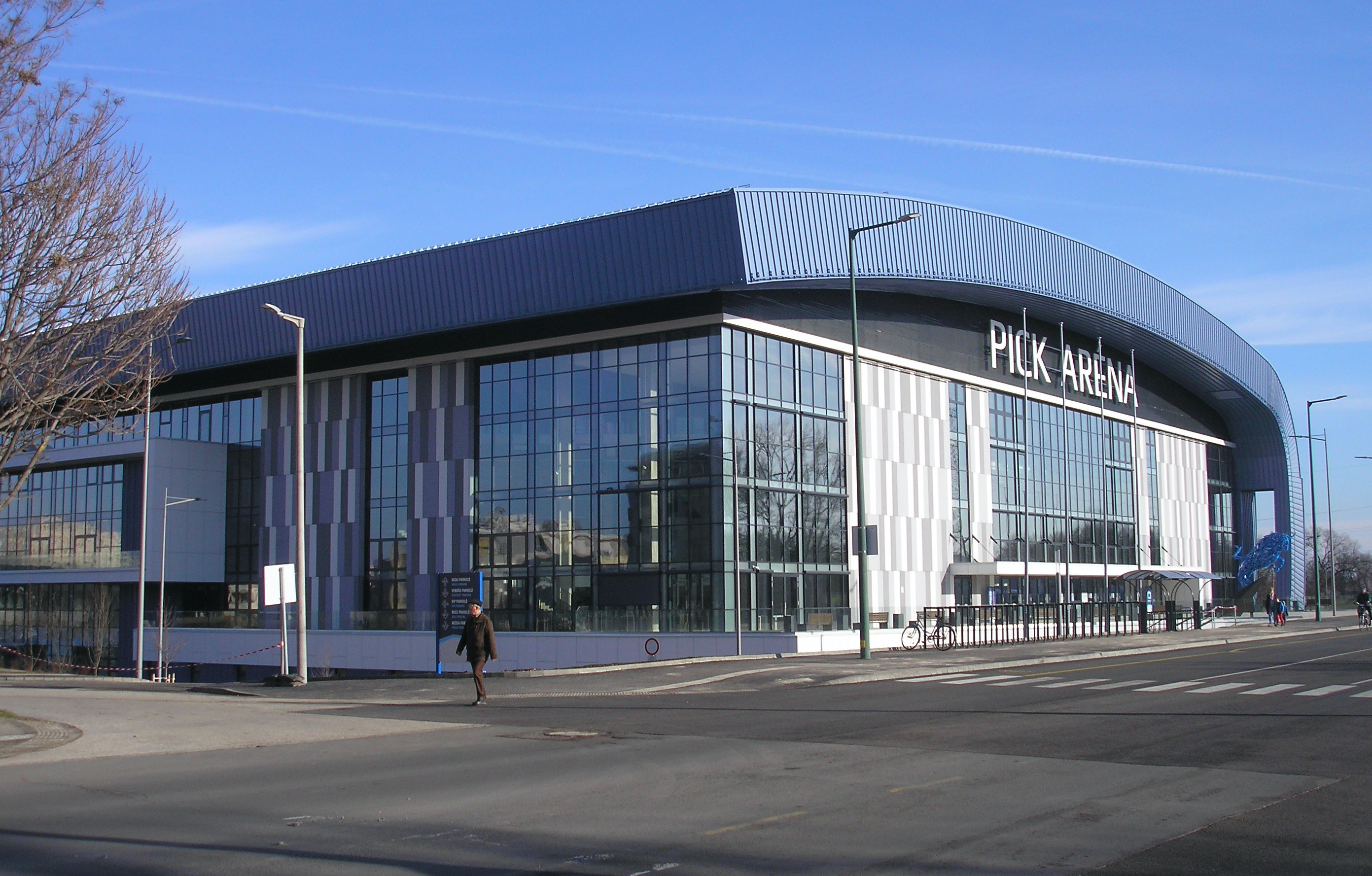
Pick Aréna

2021 előtt a 3600 néző befogadóképességű újszegedi Városi Sportcsarnokban játszott a Pick Szeged. 2021 decemberében avatta fel a csapat az új Pick Arénát, amely 8100 néző befogadására alkalmas.

## Eredmények 1976 óta

### Bajnoki helyezések
- 5x  (1996, 2007, 2018, 2021, 2022)
- 20x  (1985, 1994, 2002, 2003, 2004, 2005, 2006, 2008, 2009, 2010, 2011, 2012, 2013, 2014, 2015, 2016, 2017, 2019, 2023, 2024,2025)
- 10x  (1979, 1983, 1986, 1990, 1995, 1997, 1998, 1999, 2000, 2001)

### Magyar Kupa-szereplés
- 8x  (1977, 1982, 1983, 1993, 2006, 2008, 2019, 2025)

### Nemzetközi kupaszereplés[49]
- s = selejtező
- cs, cs 1 = csoportkör
- cs 2 = középdöntő (második csoportkör)
- 1/16 = 16 közé jutásért
- 1/8 = nyolcaddöntő
- 1/4 = negyeddöntő
- 1/2 = elődöntő
- D = döntő

| Szezon    | Kupa | Forduló    | Ország      | Ellenfél                   | Eredmény     |
| --------- | ---- | ---------- | ----------- | -------------------------- | ------------ |
| 1977–78   | KEK  | 1/8        | Spanyol     | FC Barcelona               | 27–22, 13–15 |
|           |      | 1/4        | Lengyel     | Anilana Lódz               | 26–22, 20–25 |
| 1982-83   | KEK  | 1/8        | Dán         | KFUM Fredericia            | 27–16, 29–27 |
|           |      | 1/4        | NDK         | SC Leipzig                 | 25–29, 27–19 |
|           |      | 1/2        | Szovjet     | SKA Minsk                  | 25–24, 19–37 |
| 1983–84   | KEK  | 1/8        | Csehszlovák | VS Košice                  | 27–32, 30–23 |
|           |      | 1/4        | Dán         | Helsingör IF               | 23–25, 31–21 |
|           |      | 1/2        | Jugoszláv   | Slogabosnaprevoz Doboj     | 24–26, 26–25 |
| 1984–85   | IHF  | 1/8        | Spanyol     | BR Alicante                | 24–29, 31–33 |
| 1986–87   | IHF  | 1/8        | Csehszlovák | Slavia Praha (kézilabda)   | 18–23, 22–21 |
| 1987–88   | IHF  | 1/16       | Bolgár      | VIF Sofia                  | 16–25, 23–28 |
| 1990–91   | IHF  | 1/16       | Román       | Minaur Baia Mare           | 16–23, 27–21 |
| 1992–93   | IHF  | 1/16       | Román       | Steaua Bucureşti           | 21–16, 21–27 |
| 1993–94   | KEK  | 1/16       | Ukrán       | Swetotechnik Brovary       | 17–29, 30–17 |
|           |      | 1/8        | Finn        | BK 46 Karis                | 31–24, 21–23 |
|           |      | 1/4        | Izlandi     | Selfoss                    | 30–18, 20–32 |
|           |      | 1/2        | Spanyol     | FC Barcelona               | 22–24, 14–19 |
| 1994–95   | EHF  | 1/16       | Ciprusi     | Grammas School Nicosia     | 23–18, 30–17 |
|           |      | 1/8        | Francia     | Montpellier HB             | 27–24, 20–22 |
|           |      | 1/4        | Orosz       | Polyot Cheljabinsk         | 21–23, 27–25 |
| 1995–96   | City | 1/16       | Török       | Beşiktaş Istanbul          | 35–17, 30–22 |
|           |      | 1/8        | Német       | TV 08 e. V. Niederwürzbach | 33–31, 29–29 |
|           |      | 1/4        | Horvát      | HC Sisak                   | 27–20, 38–22 |
|           |      | 1/2        | Német       | SG Vfl BHW Hameln          | 22–26, 26–27 |
| 1996–97   | BL   | 1/16       | Román       | Steaua Bucureşti           | 27–17, 23–25 |
|           |      | cs         | Norvég      | ID Runar Sandefjord        | 20–29, 33–23 |
|           |      | cs         | Olasz       | Principe Trieste           | 30–22, 29–25 |
|           |      | cs         | Horvát      | Badel Zagreb               | 22–22, 29–29 |
|           |      | 1/4        | Spanyol     | FC Barcelona               | 25–26, 17–40 |
| 1997–98   | City | 1/16       | Horvát      | RK Metković                | 18–19, 29–26 |
|           |      | 1/8        | Francia     | Paris St. Germain          | 19–24, 26–19 |
|           |      | 1/4        | Német       | TuS Nettelstedt            | 22–25, 26–29 |
| 1998–99   | City | 1/16       | Belgium     | Handballclub Tongeren      | 29–18, 33–14 |
|           |      | 1/8        | Ukrán       | CSKA Kiev                  | 40–14, 35–25 |
|           |      | 1/4        | Német       | TuS Nettelstedt            | 25–28, 29–28 |
| 1999–2000 | EHF  | 1/16       | Svéd        | Alingsas HK                | 33–20, 24–26 |
|           |      | 1/8        | Norvég      | Viking                     | 31–29, 25–27 |
| 2000–01   | EHF  | 1/16       | Török       | Beşiktaş Istanbul          | 34–24, 35–27 |
|           |      | 1/8        | Orosz       | CSKA Moskva                | 26–19, 23–28 |
|           |      | 1/4        | Spanyol     | Bidasoa Irun               | 28–27, 23–26 |
| 2001–02   | EHF  | 1/16       | Spanyol     | BM Galdar                  | 33–28, 30–36 |
| 2002–03   | KEK  | 1/16       | Holland     | De Groot Groep E&O         | 31–26, 31–21 |
|           |      | 1/8        | Szlovák     | HT Tatran Prešov           | 36–22, 30–25 |
|           |      | 1/4        | Német       | TBV Lemgo                  | 32–40, 30–34 |
| 2003–04   | BL   | cs         | Norvég      | Sandefjord TIF             | 24–26, 30–26 |
|           |      | cs         | Görög       | Filippos Verias            | 31–26, 23–24 |
|           |      | cs         | Horvát      | RK Zagreb                  | 27–26, 25–26 |
|           |      | 1/8        | Francia     | Montpellier HB             | 29–22, 26–27 |
|           |      | 1/4        | Német       | SC Magdeburg               | 30–31, 24–28 |
| 2004–05   | BL   | cs         | Macedón     | Vardar Vatrost Skopje      | 24–24, 25–18 |
|           |      | cs         | Román       | HCM Constanța              | 27–24, 23–21 |
|           |      | cs         | Spanyol     | FC Barcelona               | 22–21, 26–35 |
|           |      | 1/8        | Szlovén     | Celje Pivovarna Laško      | 23–23, 20–21 |
| 2005–06   | BL   | cs         | Ukrán       | ZTR Zaporozhye             | 36–28, 24–22 |
|           |      | cs         | Spanyol     | FC Barcelona               | 20–27, 26–28 |
|           |      | cs         | Bosnyák     | HRK Izvidac Ljubuski       | 22–23, 33–22 |
|           |      | 1/8        | Spanyol     | BM Ciudad Real             | 31–32, 27–36 |
| 2006–07   | BL   | cs         | Spanyol     | BM Ciudad Real             | 20–25, 25–32 |
|           |      | cs         | Fehérorosz  | Brest HC Meshkov           | 30–24, 28–23 |
|           |      | cs         | Svájci      | Kadetten Schaffhausen      | 27–27, 23–22 |
|           |      | 1/8        | Spanyol     | BM Valladolid              | 25–25, 24–25 |
| 2007–08   | BL   | cs 1       | Szlovén     | RK Gorenje Velenje         | 29–17, 30–23 |
|           |      | cs 1       | Bosnyák     | HC Bosna Sarajevo          | 39–24, 37–24 |
|           |      | cs 1       | Fehérorosz  | Brest HC Meshkov           | 24–22, 33–24 |
|           |      | cs 2       | Szlovén     | Celje Pivovarna Laško      | 30–35, 20–19 |
|           |      | cs 2       | Dán         | GOG Svendborg TGI Gudme    | 34–33, 25–28 |
|           |      | cs 2       | Spanyol     | FC Barcelona               | 28–33, 32–28 |
| 2008–09   | BL   | cs 1       | Horvát      | Croatia Zagreb             | 30–36, 25–29 |
|           |      | cs 1       | Lengyel     | HC Wisła Płock             | 26–16, 26–17 |
|           |      | cs 1       | Német       | Rhein-Neckar Löwen         | 24–28, 28–35 |
| 2008–09   | KEK  | 1/8        | Magyar      | Dunaferr SE                | 29–33, 28–19 |
|           |      | 1/4        | Német       | HSG Nordhorn               | 25–34, 31–26 |
| 2009–10   | BL   | cs         | Orosz       | Chehovski Medvedi          | 32–32, 30–39 |
|           |      | cs         | Francia     | Montpellier HB             | 23–30, 26–33 |
|           |      | cs         | Spanyol     | BM Valladolid              | 23–30, 35–35 |
|           |      | cs         | Román       | HCM Constanța              | 30–32, 35–25 |
|           |      | cs         | Görög       | PAOK HC                    | 27–24, 26–27 |
| 2010–11   | BL   | cs         | Orosz       | Chehovski Medvedi          | 22–29, 26–25 |
|           |      | cs         | Dán         | AaB Håndbold               | 37–28, ??-?? |
|           |      | cs         | Spanyol     | BM Valladolid              | 30-25, 23–26 |
|           |      | cs         | Svájci      | Kadetten Schaffhausen      | 29–26, 27-31 |
|           |      | cs         | Fehérorosz  | Dinamo Minsk               | 37–34, 29–33 |
|           |      | 1/8        | Német       | SG Flensburg-Handewitt     | 26-27, 20-33 |
| 2011–12   | BL   | cs         | Német       | THW Kiel                   | 26-38, 24-34 |
|           |      | cs         | Dán         | AB Köbenhavn               | 24-36, 31-34 |
|           |      | cs         | Spanyol     | Ademar León                | 31-35, 25-31 |
|           |      | cs         | Szerb       | RK Partizan Beograd        | 29-23, 31-21 |
|           |      | cs         | Francia     | Montpellier AG             | 38-33, 26-29 |
| 2012–13   | BL   | cs         | Spanyol     | FC Barcelona (kézilabda)   | 28-33, 24-33 |
|           |      | cs         | Német       | Füsche Berlin              | 22-29, 24-29 |
|           |      | cs         | Horvát      | CO Zagreb                  | 26-24, 27-30 |
|           |      | cs         | Svájci      | Kadetten Schaffhausen      | 30-29, 29-36 |
|           |      | cs         | Belarusz    | Dinamo Minszk              | 26-21, 24-29 |
|           |      | 1/8        | Lengyel     | TV Kielce                  | 26-25, 27-32 |
| 2013-14   | BL   | s          |             | Metalurg Szkopje           | 16-26, 23-19 |
|           | EHF  | 3. forduló |             | Benfica                    | 25-24, 31-25 |
|           |      | cs         |             | Nantes                     | 28-27, 23-31 |
|           |      | cs         |             | Kristianstad               | 26-23, 29-18 |
|           |      | cs         |             | Tatran Presov              | 31-29, 37-31 |
|           |      | 1/4        |             | Sporting                   | 27-29, 28-22 |
|           |      | 1/2        |             | Füchse Berlin              | 24-22        |
|           |      | D          |             | Montpellier                | 29-28        |
| 2014-15   | BL   | cs         |             | Motor Zaporizzsja          | 27-26, 29-24 |
|           |      | cs         |             | Kielce                     | 32-37, 26-27 |
|           |      | cs         |             | Aalborg                    | 28-25, 23-23 |
|           |      | cs         |             | Schaffhausen               | 34-24, 29-32 |
|           |      | cs         |             | Dunkerque                  | 23-21, 25-24 |
|           |      | 1/8        |             | Rhein-Neckar Löwen         | 34-31, 31-29 |
|           |      | 1/4        |             | THW Kiel                   | 31-29, 23-31 |
| 2015-16   | BL   | cs         |             | Kielce                     | 31-30, 27-26 |
|           |      | cs         |             | Vardar Szkopje             | 23-27, 29-31 |
|           |      | cs         |             | Barcelona                  | 28-30, 25-30 |
|           |      | cs         |             | Kolding-Köbenhavn          | 27-22, 34-23 |
|           |      | cs         |             | Löwen                      | 25-30, 30-24 |
|           |      | cs         |             | Montpellier                | 28-27, 29-29 |
|           |      | cs         |             | Kristianstad               | 35-28, 34-32 |
|           |      | 1/8        |             | THW Kiel                   | 33-29, 29-36 |

Összesen:
- 4x EHF-Bajnokok Ligája-negyeddöntős (1997, 2004, 2015, 2025)
- 3x EHF Kupagyőztesek Európa Kupája-elődöntős (1982, 1984, 1994)
- 1x EHF-kupa-győztes (2014)
- 2x EHF-kupa negyeddöntős (1995, 2001)
- 1x EHF City-kupa elődöntős (1996)

## Jelenlegi keret
A 2024–2025-ös szezon játékoskerete
| Goalkeepers - 12 Tobias Thulin - 16 Mikler Roland - 19 Nagy Martin Left wings - 18 Marin Jelinić - 25 Sebastian Frimmel Right wings - 24 Mario Šoštarič - 93 Szilágyi Benjámin Line players - 27 Bánhidi Bence (c) - 30 Gleb Kalaras - 31 Jérémy Toto | Left backs - 09 Bodó Richárd - 20 William Bogojevic - 51 Borut Mačkovšek Playmakers - 03 Janus Daði Smárason - 34 Lazar Kukić Right backs - 41 Imanol Garciandia - 77 Magnus Abelvik Rød |

## Jelenlegi stáb
| Igazgatóság                       | Igazgatóság                 | Igazgatóság                 |
| --------------------------------- | --------------------------- | --------------------------- |
| Igazgatóság elnöke                | Szűcs Ernő Péter            | Szűcs Ernő Péter            |
| Igazgatósági tagok                | Fülöp Attila Fasimon Sándor | Fülöp Attila Fasimon Sándor |
| Munkatársak - felnőtt csapat      |                             |                             |
| Cégvezető                         | Kiss Bence                  | Kiss Bence                  |
| Klubmenedzser                     | Ollár Ádám                  | Ollár Ádám                  |
| Technikai vezető                  | Dobozi Iván                 | Dobozi Iván                 |
| Sajtófőnök                        | Süli Róbert                 | Süli Róbert                 |
| Marketing és kommunikációs vezető | H. Nagy Máté                | H. Nagy Máté                |
| Titkárságvezető                   | Szilágyi Julianna           | Szilágyi Julianna           |
| Munkatársak - utánpótlás          |                             |                             |
| Utánpótlás-vezető                 | Kárpáti Krisztián           | Kárpáti Krisztián           |
| Szakmai stáb                      |                             |                             |
| Vezetőedző                        | Kárpáti Krisztián           | Kárpáti Krisztián           |
| Kapusedző                         | Nenad Damjanovics           | Nenad Damjanovics           |
| Gyúró                             | Molnár Tamás                | Molnár Tamás                |
| Csapatorvos                       | Dr. Szabó István            | Dr. Szabó István            |
| Masszázs-terapeuta                | Đorđe Ignatović             | Đorđe Ignatović             |

## A csapat eddigi edzői
- 1974–1980: Kővári Árpád
- 1980–1981: Buday Ferenc
- 1981–1983: Boros Gy. László
- 1983–1984: Ludányi Márton
- 1985–1987: Lesti István
- 1987–1989: Kővári Árpád
- 1989–1991: Barabás Zsolt
- 1991: Giricz Sándor
- 1991–1995: Kővári Árpád
- 1995–1998: Skaliczki László
- 1998–1999: Buday Ferenc
- 1999–2000: Koleszár György
- 2000: Kővári Árpád
- 2000: Tamás Sándor
- 2001–2003: Dragan Đukić
- 2003–2006: Kovács Péter
- 2006–2007: Zoran Kurteš
- 2007-2009 október: Vladan Matić
- 2009. november 1.- 2010. május 31.: Dragan Đukić
- 2010. június 1.- 2013. június 30.: Skaliczki László
- 2013. július 1.- 2023  Juan Carlos Pastor
- 2023–2024: Kárpáti Krisztián
- 2024– : Michael Apelgren

## Ismertebb játékosok
| - Daniel Anđelković - Avar György - Árvai Béla - Bajusz Sándor - Bartalos Zoltán - Bartók Csaba - Bendó Csaba - Berta Róbert - Dalibor Brajdić - Buday Dániel - Buday Ferenc - Csavar Zoltán | - Ratko Đurković - Dobó Károly - Nikola Eklemović - Farkas József - Fekete Róbert - Giricz Sándor - Grőber Mátyás - Herbert Gábor - Hubay János - Ilyés Ferenc - Nedeljko Jovanović - Kotormán Attila | - Krivokapić Milorad - Laluska Balázs - Lele Ambrus - Lesti István - Vladan Matić - Mezei Richárd - Nagy László - dr. Oszlánczi András - Oláh Béla - Oláh Zoltán - Perger Zsolt - Petar Nenadić | - Nenad Peruničić - Puljezević Nenad - Skaliczki László - Sándor István - Szabó "Sonka" László - Szotyori István - Mario Bjeliš - Tamás Sándor - Tenke Endre - Tóth Géza - Vadkerti Attila - Luka Žvižej |

### Az 1996-os magyar bajnok csapat névsora
| - Avar György - Árvai Béla - Bajusz Sándor - Bartók Csaba - Borsodi Péter - Csavar Zoltán - Dalibor Brajdić - Dobos József - Dobos László | - Grőber Mátyás - Fekete László - Fekete Róbert - Mezei Richárd - Molnár János - Nagy Péter - Oszlánczi András - Radovics Sándor Edző: Skaliczki László |

### A 2007-es magyar bajnok csapat névsora
| - Puljezević Nenad - Szente Gábor - Bendó Csaba - Bakos Dávid - Ratko Đurković - Herbert Gábor - Ilyés Ferenc - Bajusz Sándor - Vadkerti Attila - Milorad Krivokapic | - Daniel Anđelković - Mezei Richárd - Berta Róbert - Ognjen Backovič - Nedeljko Jovanović - Sutka Norbert - Ferenczi Botond - Lele Ákos - Milan Čalić |

Edző: Zoran Kurteš, majd Vladan Matić

## Utánpótlás
Az utánpótlás vezetője Kárpáti Krisztián.
A korcsoportok edzői:
- PICK Kézilabda Akadémia U23: Kárpáti Krisztián
- PICK Kézilabda Akadémia ifjúsági: Szabó Levente
- PICK Kézilabda Akadémia serdülő:
- PICK Kézilabda Akadémia U16: Jámbor-Kardos Viktor

### Híres szegedi nevelésű játékosok
A szegedi műhelyből több híres játékos kerül ki, akik közül többen a nemzetközi porondon is megállták a helyüket.
- Lele Ambrus
- Szabó László
- Tóth Géza
- Nagy László
- Buday Dániel
- Laluska Balázs
- Vadkerti Attila
- Herbert Gábor
- Berta Róbert
- Fekete Róbert
- Oszlánczi András

## Szurkolók és szponzorok
A Pick Szeged férfi kézilabdacsapata Szeged egyik legnagyobb múltú, legismertebb, legnépszerűbb és legsikeresebb sportegyesülete.

### Szurkolói csoportok
- CSAK ELŐRE A Szegedi Kézilabdáért Egyesület
- Szeged Kézilabda Fan Club
- Szegedi Funok
- Majestic Ultrák

### Támogatók
A Pick Szeged gyémánt fokozatú főtámogatói:
- Pick SZEGED Zrt
- OTP Bank Nyrt.
- OTP Lakástakarék
- Szerencsejáték Zrt.

Az egyesület továbbá arany, ezüst és bronz fokozatú támogatókkal, illetve törzstámogatókkal és pártolókkal is rendelkezik.